# Morgan Woodward
Thomas Morgan Woodward (Fort Worth, 16 settembre 1925 – Paso Robles, 22 febbraio 2019) è stato un attore statunitense.
Ha recitato in 27 film dal 1956 al 1988 ed è apparso in quasi cento produzioni televisive dal 1956 al 1997.

## Biografia
Morgan Woodward nacque a  Fort Worth, in Texas, il 16 settembre 1925.
Per la televisione, interpretò, tra gli altri, il ruolo di Shotgun Gibbs, l'irascibile uomo di frontiera che diventa il vice dello sceriffo Wyatt Earp, in 79 episodi della serie televisiva Le leggendarie imprese di Wyatt Earp, dal 1958 al 1961 (più altri due episodi con altri ruoli), e numerosi altri personaggi secondari o ruoli da guest star in diversi episodi di serie televisive dagli anni 50 agli anni 90. In particolare, recitò in quasi tutte le principali serie televisive di genere western degli anni 50 e 60.
Proprio per il suo apporto al genere western, per il quale interpretò anche numerosi ruoli minori in diverse produzioni cinematografiche, fu premiato nel 1988 con il Golden Boot Award.
Attivo fino agli anni ottanta, interpretò il ruolo di Punk Anderson in 55 episodi del serial Dallas, dal 1980 al 1987, e di John Renko in 5 episodi della serie Hill Street giorno e notte nel 1982.
La sua ultima apparizione sul piccolo schermo avvenne nell'episodio Force Majeure della serie televisiva Millennium, andato in onda il 7 febbraio 1997, che lo vide nel ruolo di Iron Lung Man, mentre per il grande schermo l'ultima interpretazione risale al film Dark Before Dawn (1988), in cui interpretò J.B. Watson.

## Filmografia

### Cinema
- Le 22 spie dell'Unione (The Great Locomotive Chase), regia di Francis D. Lyon (1956)
- Carovana verso il West (Westward Ho, the Wagons!), regia di William Beaudine (1956)
- I bassifondi del porto (Slaughter on Tenth Avenue), regia di Arnold Laven (1957)
- L'uomo della legge (Gunsight Ridge), regia di Francis D. Lyon (1957)
- Il sentiero della rapina (Ride a Crooked Trail), regia di Jesse Hibbs (1958)
- Furia del West (The Gun Hawk), regia di Edward Ludwig (1963)
- The Devil's Bedroom, regia di L.Q. Jones (1964)
- La spada di Alì Babà (The Sword of Ali Baba), regia di Virgil W. Vogel (1965)
- Pistole roventi (Gunpoint), regia di Earl Bellamy (1966)
- Nick mano fredda (Cool Hand Luke), regia di Stuart Rosenberg (1967)
- L'ora della furia (Firecreek), regia di Vincent McEveety (1968)
- Ultima notte a Cottonwood (Death of a Gunfighter), regia di Don Siegel e Robert Totten (1969)
- Wyoming, terra selvaggia (The Wild Country), regia di Robert Totten (1970)
- Un piccolo indiano (One Little Indian), regia di Bernard McEveety (1973)
- Running Wild, regia di Robert McCahon (1973)
- L'uomo di mezzanotte (The Midnight Man), regia di Roland Kibbee e Burt Lancaster (1974)
- Ride in a Pink Car, regia di Robert J. Emery (1974)
- L'assassinio di un allibratore cinese (The Killing of a Chinese Bookie), regia di John Cassavetes (1976)
- Caccia aperta (A Small Town in Texas), regia di Jack Starrett (1976)
- Supervan, regia di Lamar Card (1977)
- Sciacalli si muore (Moonshine County Express), regia di Gus Trikonis (1977)
- Final Chapter: Walking Tall, regia di Jack Starrett (1977)
- Which Way Is Up?, regia di Michael Schultz (1977)
- Speed Interceptor III (Speedtrap), regia di Earl Bellamy (1977)
- I magnifici sette nello spazio (Battle Beyond the Stars), regia di Jimmy T. Murakami e Roger Corman (1980)
- Voglia di ballare (Girls Just Want to Have Fun),  regia di Alan Metter (1985)
- Dark Before Dawn, regia di Robert Totten (1988)

### Televisione
- I racconti del West (Zane Grey Theater) – serie TV, 1 episodio (1956)
- Disneyland – serie TV, 2 episodi (1956-1975)
- Tales of Wells Fargo – serie TV, 2 episodi (1957-1961)
- Gunsmoke – serie TV, 19 episodi (1957-1974)
- The Restless Gun – serie TV, 3 episodi (1958-1959)
- Le leggendarie imprese di Wyatt Earp (The Life and Legend of Wyatt Earp) – serie TV, 81 episodi (1958-1961)
- Carovane verso il west (Wagon Train) – serie TV, 12 episodi (1958-1965)
- Cheyenne – serie TV, 1 episodio (1958)
- Sugarfoot – serie TV, episodio 1x15 (1958)
- Broken Arrow – serie TV, 1 episodio (1958)
- Buckskin – serie TV, 1 episodio (1958)
- Steve Canyon – serie TV, episodio 1x01 (1958)
- Cimarron City – serie TV, episodio 1x20 (1959)
- Frontier Doctor – serie TV, 1 episodio (1959)
- Bonanza – serie TV, 8 episodi (1960-1971)
- The Texan – serie TV, episodio 2x28 (1960)
- Bat Masterson – serie TV, 1 episodio (1960)
- The Asphalt Jungle – serie TV, 1 episodio (1961)
- Perry Mason – serie TV, 1 episodio (1962)
- 87ª squadra (87th Precinct) – serie TV, 1 episodio (1962)
- Lawman – serie TV, 1 episodio (1962)
- Have Gun - Will Travel – serie TV, episodio 6x12 (1962)
- Il virginiano (The Virginian) – serie TV, 3 episodi (1963-1969)
- La legge del Far West (Temple Houston) – serie TV, episodio 1x08 (1963)
- Gli uomini della prateria (Rawhide) – serie TV, episodio 7x11 (1964)
- La grande vallata (The Big Valley) - serie TV, episodio 1x13 (1965)
- Daniel Boone – serie TV, 2 episodi (1965)
- I giorni della nostra vita  (Days of Our Lives) - serie TV (1965)
- Star Trek – serie TV, episodi 1x09-2x23 (1966-1968)
- Branded – serie TV, 1 episodio (1966)
- Death Valley Days – serie TV, 2 episodi (1966)
- Pistols 'n' Petticoats – serie TV, 1 episodio (1966)
- Iron Horse – serie TV, episodio 1x07 (1966)
- The Monroes – serie TV, 1 episodio (1966)
- The Lucy Show – serie TV, 1 episodio (1966)
- Cimarron Strip – serie TV, 3 episodi (1967-1968)
- Hondo – serie TV, episodio 1x14 (1967)
- Ai confini dell'Arizona (The High Chaparral) – serie TV, 3 episodi (1968-1970)
- Tarzan – serie TV, episodio 2x17 (1968)
- Operazione ladro (It Takes a Thief) – serie TV, 1 episodio (1968)
- Il grande teatro del west (The Guns of Will Sonnett) – serie TV, 1 episodio (1969)
- Lancer – serie TV, episodio 1x20 (1969)
- Dove vai Bronson? (Then Came Bronson) – serie TV, 1 episodio (1970)
- Yuma – film TV (1971)
- Bearcats! – serie TV, 1 episodio (1971)
- Sarge – serie TV, 1 episodio (1971)
- Hec Ramsey – serie TV, 1 episodio (1972)
- Doc Elliot – serie TV, 2 episodi (1973-1974)
- Kung Fu – serie TV, 2 episodi (1973-1974)
- Chase – serie TV, 1 episodio (1973)
- Petrocelli – serie TV, 2 episodi (1974-1975)
- Una famiglia americana (The Waltons) – serie TV, 2 episodi (1974-1978)
- McMillan e signora (McMillan & Wife) – serie TV, u1 episodio (1974)
- Pepper Anderson agente speciale (Police Woman) – serie TV, 1 episodio (1974)
- Il pianeta delle scimmie (Planet of the Apes) – serie TV, 1 episodio (1974)
- La lunga faida (The Hatfields and the McCoys) – film TV (1975)
- The Last Day – film TV (1975)
- The Big Rip-Off – film TV (1975)
- McCoy – serie TV, 1 episodio (1975)
- Cannon – serie TV, 1 episodio (1975)
- The Quest – film TV (1976)
- Racconti della frontiera (The Quest) - serie TV (1976)
- La fuga di Logan (Logan's Run) – serie TV, 3 episodi (1977-1978)
- The Oregon Trail – serie TV, 1 episodio (1977)
- Deadly Game – film TV (1977)
- The Other Side of Hell – film TV (1978)
- Starsky & Hutch (Starsky and Hutch) – serie TV, 1 episodio (1978)
- Project UFO – serie TV, 1 episodio (1978)
- Colorado (Centennial) – miniserie TV, 1 episodio (1978)
- The Eddie Capra Mysteries – serie TV, 1 episodio (1978)
- Fantasilandia (Fantasy Island) – serie TV, 4 episodi (1979-1982)
- Pattuglia recupero (Salvage 1) – serie TV, 1 episodio (1979)
- Alla conquista del West (How the West Was Won)– miniserie TV, 1 episodio (1979)
- A Last Cry for Help – film TV (1979)
- L'incredibile Hulk (The Incredible Hulk) – serie TV, episodio 2x23 (1979)
- Il giovane Maverick (Young Maverick) – serie TV, 1 episodio (1979)
- Hazzard (The Dukes of Hazzard) – serie TV, 2 episodi (1980-1984)
- Dallas – serie TV, 55 episodi (1980-1987)
- CHiPs – serie TV, 1 episodio (1980)
- Lobo (The Misadventures of Sheriff Lobo) – serie TV, 2 episodi (1980)
- Enos – serie TV, 1 episodio (1981)
- Vega$ – serie TV, 1 episodio (1981)
- Simon & Simon – serie TV, 1 episodio (1982)
- Professione pericolo (The Fall Guy) – serie TV, 1 episodio (1982)
- Hill Street giorno e notte (Hill Street Blues) – serie TV, 5 episodi (1982)
- A-Team (The A-Team) – serie TV, 3 episodi (1983-1984)
- Supercar (Knight Rider) – serie TV, 1 episodio (1983)
- Top Secret (Scarecrow and Mrs. King) – serie TV, 1 episodio (1983)
- Matt Houston – serie TV, 1 episodio (1984)
- Hunter – serie TV, 1 episodio (1984)
- T.J. Hooker – serie TV, 1 episodio (1985)
- Il tempo della nostra vita (Days of Our Lives) – serie TV, 22 episodi (1987-1988)
- La signora in giallo (Murder, She Wrote) - serie TV, episodio 6x09 (1989)
- 21 Jump Street – serie TV, 1 episodio (1990)
- Gunsmoke: To the Last Man – film TV (1992)
- Matlock – serie TV, 1 episodio (1992)
- Renegade – serie TV, episodio 1x16 (1993)
- Le avventure di Brisco County (The Adventures of Brisco County Jr.) – serie TV, 1 episodio (1994)
- X-Files (The X Files) – serie TV, 1 episodio (1995)
- Millennium – serie TV, 1 episodio (1997)

## Doppiatori italiani
Nelle versioni in italiano delle opere in cui ha recitato, Morgan Woodward è stato doppiato da:
- Marcello Mandò in Millennium
- Sandro Tuminelli in X-Files
- Valerio Ruggeri in Star Trek
- Glauco Onorato in Starsky & Hutch
- Mario Bardella in Un piccolo indiano
- Gianni Marzocchi in Top Secret
- Carlo D'Angelo in Ultima notte a Cottonwood
- Michele Kalamera in La signora in giallo
- Bruno Persa in Carovana verso il West
- Claudio Parachinetto ne Il tempo della nostra vita